# Olle Dahlén (politiker)
Per Olof (Olle) Reinhold Dahlén, född 23 november 1915 i Åmåls stadsförsamling, död 1 februari 1993 i Vällingby, var en svensk politiker (folkpartist) och ambassadör. Han var partisekreterare för folkpartiet 1960–1964 och var riksdagsledamot för Stockholms stads valkrets, år 1953–1958 i andra kammaren, år 1964–1970 i första kammaren och slutligen år 1971–1973 i enkammarriksdagen. År 1969–1972 var han folkpartiets andre vice ordförande. Han utsågs 1974 till ambassadör med särskild inriktning på ideella organisationer, ett uppdrag han behöll till 1983. Dahlén är begravd på Bromma kyrkogård.